# Жак Сантер
Жак Луї Сантер (люксемб. Jacques Santer; нар. 18 травня 1937) — люксембурзький політик. Прем'єр-міністр Люксембургу з 20 липня 1984 по 5 січня 1995.

## Біографія
Почав свою політичну кар'єру в лавах Християнсько-соціального народної партії (ХСНП), у 1966–1972 був секретарем її фракції, а в 1972 став державним секретарем з соціальної та культурної політики. У 1974 Сантер став депутатом Європейського парламенту, в 1975–1977 займав посаду його віце-голови.
У 1974–1982 був головою ХСНП, а в 1979 після перемоги ХСНП на парламентських виборах став міністром фінансів. У 1984, з відставкою П'єра Вернера, Сантер став новим прем'єр-міністром країни, до 1989 залишаючись також міністром фінансів. Крім того, з 1984 по 1989 був членом ради керуючих Світового банку і з 1991 по 1994 рік головою Міжнародного валютного фонду. У 1995 Сантер залишив пост прем'єр-міністра, щоб стати головою Європейської комісії. Його кандидатура стала компромісною. На цій посаді він здійснював підготовку до ведення євро. У 1999 після публікації доповіді незалежних депутатів про розвиток корупції в комісії Сантер пішов у відставку і був до 2004 депутатом Європейського парламенту.

## Нагороди
- Кавалер Великого хреста ордена Сокола (Ісландія, 10 вересня 1990).